# Psychotria tristis
Psychotria tristis là một loài thực vật có hoa trong họ Thiến thảo. Loài này được H.J.P.Winkl. miêu tả khoa học đầu tiên năm 1909.